# Soleneiscus hispidus
Soleneiscus hispidus is een sponssoort in de taxonomische indeling van de kalksponzen (Calcarea). De spons leeft in de zee en zijn parenchym bestaat uit calciumcarbonaat.
De spons behoort tot het geslacht Soleneiscus en behoort tot de familie Soleneiscidae. De wetenschappelijke naam van de soort werd voor het eerst geldig gepubliceerd in 1931 door Brøndsted.